# Едрино (Болгария)
Едрино (болг. Едрино) — село в Болгарии. Находится в Кырджалийской области, входит в общину Крумовград. Население составляет 265 человек.

## Политическая ситуация
В местном кметстве Полковник-Желязово, в состав которого входит Едрино, должность кмета (старосты) исполняет Мустафа Ахмед Хасан (Движение за права и свободы (ДПС)) по результатам выборов.
Кмет (мэр) общины Крумовград — Себихан Керим Мехмед (Движение за права и свободы (ДПС)) по результатам выборов.